# Jeanne Kef
Jeanne Kef (* in Frankreich; eigentlich Jeanne Quéfféléan) ist eine französische Filmeditorin.

## Leben
Kef ist die Tochter der französischen Filmeditorin Kenout Peltier (* 1935) und des Bretonen Alain Quéfféléan, der ursprünglich als Kontrabassist in einem Jazzorchester und später als Produktionsleiter und Produzent ebenfalls beim Film tätig war. Wie ihre Mutter entschied sich auch Jeanne Kef, als Editorin beim Film zu arbeiten. Praktische Erfahrungen im Bereich Filmschnitt durfte sie während ihrer Ausbildung etwa unter der Leitung der Editorin Claudine Merlin bei André Téchinés Begegnung in Biarritz (1981) sammeln. Anschließend kam sie wiederholt als Schnittassistentin ihrer Mutter zum Einsatz, wie etwa bei der von ihrem Vater produzierten Literaturverfilmung Die unglaubliche und traurige Geschichte von der unschuldigen Eréndira und ihrer herzlosen Großmutter (1983).
Nach ihrer Assistenzzeit fertigte Kef für Filmemacher Claude Berri mit einer Reihe anderer Editoren, darunter Noëlle Boisson, Hervé de Luze und Arlette Langmann, den Schnitt von Jean Florette (1986), dem ersten Teil einer zweiteiligen Marcel-Pagnol-Verfilmung mit Gérard Depardieu und Yves Montand in den Hauptrollen. Der Kameramann des ambitionierten und mit einem hohen Budget ausgestatteten Films, Bruno Nuytten, betraute daraufhin Kef neben Joëlle Hache mit dem Schnitt seines Regiedebüts Camille Claudel. Die mit insgesamt fünf Césars prämierte Filmbiografie mit Isabelle Adjani in der Titelrolle brachte auch Kef und ihrer Koeditorin Hache in der Kategorie Bester Schnitt eine Nominierung für den wichtigsten französischen Filmpreis ein.
Mit Ausnahme von drei Kurzfilmen folgte für Kef in den 1990er Jahren eine mehrjährige Filmpause. Erst gegen Ende der Dekade wurde Kef wieder als Editorin aktiv, diesmal auch häufiger für das französische Fernsehen, für das sie beispielsweise den Abenteuerzweiteiler Robinson Crusoe (2003) mit Pierre Richard montierte. Seither arbeitete sie zudem mehrfach unter der Regie von Didier Bourdon. So war Kef etwa für den Schnitt von dessen Filmkomödie Liebe auf Französisch (2003) zuständig, in der Bourdon neben Catherine Frot auch die männliche Hauptrolle übernahm. Zu Kefs weiteren Arbeiten als Editorin zählen das Regiedebüt der Schauspielerin Michèle Laroque, die Filmkomödie Meine wunderbare Scheidung (2018), und auch Laroques zweite Regiearbeit Hilfe, die Kinder sind zurück! (2020).
Kefs Bruder ist der im Jahr 2018 mit dem César ausgezeichnete Szenenbildner Pierre Queffelean.

## Filmografie (Auswahl)
- 1986: Jean Florette (Jean de Florette)
- 1988: Camille Claudel
- 1989: Kommissar Navarro (Navarro) (TV-Serie, eine Folge)
- 1990: Tom et Lola
- 1994: In der Rolle des Bären (Bête de scène) (Kurzfilm)
- 1999–2005: Marc Eliot (TV-Serie, fünf Folgen)
- 2001: Les Rois mages
- 2002–2007: Femmes de loi (TV-Serie, drei Folgen)
- 2003: Robinson Crusoe (Robinson Crusoé) (TV-Zweiteiler)
- 2003: Liebe auf Französisch (7 ans de mariage)
- 2006: Madame Irma
- 2007: Le Temps des secrets (TV-Film)
- 2007: Le Temps des amours (TV-Film)
- 2008: Le Septième juré (TV-Film)
- 2008: SoeurThérèse.com (TV-Serie, eine Folge)
- 2009: Bambou
- 2012: Schattenkinder (Ombline)
- 2012: Mes amis, mes amours, mes emmerdes (TV-Serie, vier Folgen)
- 2014: Les trois frères, le retour
- 2017: C’est tout pour moi
- 2018: Meine wunderbare Scheidung (Brillantissime)
- 2018: Les Vieux fourneaux
- 2019: Roxane
- 2020: Hilfe, die Kinder sind zurück! (Chacun chez soi)
- 2020: L’Aventure des Marguerite
- 2023: Es sind die kleinen Dinge (Les petites victoires)
- 2023: Lou – Abenteuer auf Samtpfoten (Mon chat et moi, la grande aventure de Rroû)

## Auszeichnungen
- 1989: Nominierung für den César in der Kategorie Bester Schnitt zusammen mit Joëlle Hache für Camille Claudel